# ASSA
ASSA는 1979년에 설립된 대한민국의 음향 기기 업체이다. 원래 명칭은 영풍전자였으나, 1988년 아싸라는 이름의 노래방기기가 출시된 후 아싸로 변경하였다.
후에 아싸 브랜드는 (주)엔터미디어 회사와 브랜드 합병하여 해외 사업명은 매직씽, 국내는 아싸로 영업 활동을 유지하고 있다. 현재는 ASSA노래반주기 사업과 magicsing APP. 아싸스크린골프, 아싸스크린파크골프, 아싸모바일하우스(세컨하우스&카라반)분양 사업등을 하고 있다.

## 제품
- ASSA CMP-8800
- ASSA CMP-8900
- ASSA CMP-9000
- ASSA CMP-2500
- ASSA VMP-2500
- ASSA VMP-5000
- ASSA VMP-5500
- ASSA VMP-6000
- ASSA 신바람7000
- ASSA 신바람7000S
- ASSA 신바람7000H
- ASSA 신바람7700
- ASSA 신바람8000
- ASSA 오케스트라
- ASSA 오케스트라 코러스
- ASSA 사이버디오
- ASSA 하나로2002
- ASSA 하나로3002
- ASSA Dream21
- ASSA Dream21V
- ASSA DreamQ[1]
- 토크비전